# آلگوما (ویسکانسین)
آلگوما، ویسکانسین  (به انگلیسی: Algoma) شهری در شهرستان کیوانی ایالت ویسکانسین است که در سال ۱۸۷۹ بنیان‌گذاری شده‌است. این شهر طبق سرشماری سال ۲۰۱۰ میلادی ۳٬۱۶۷ نفر جمعیت داشته‌است.

## نگارخانه

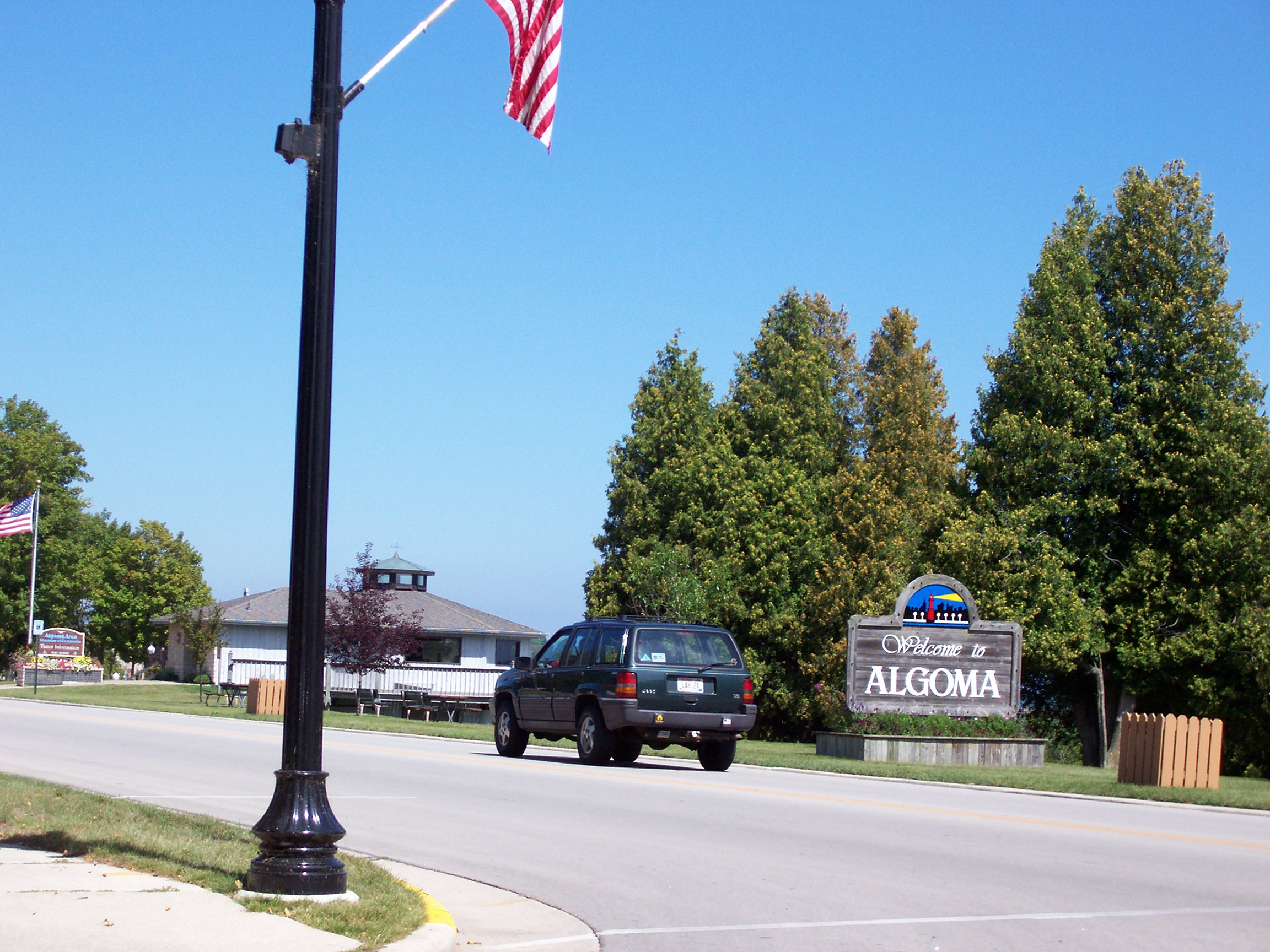
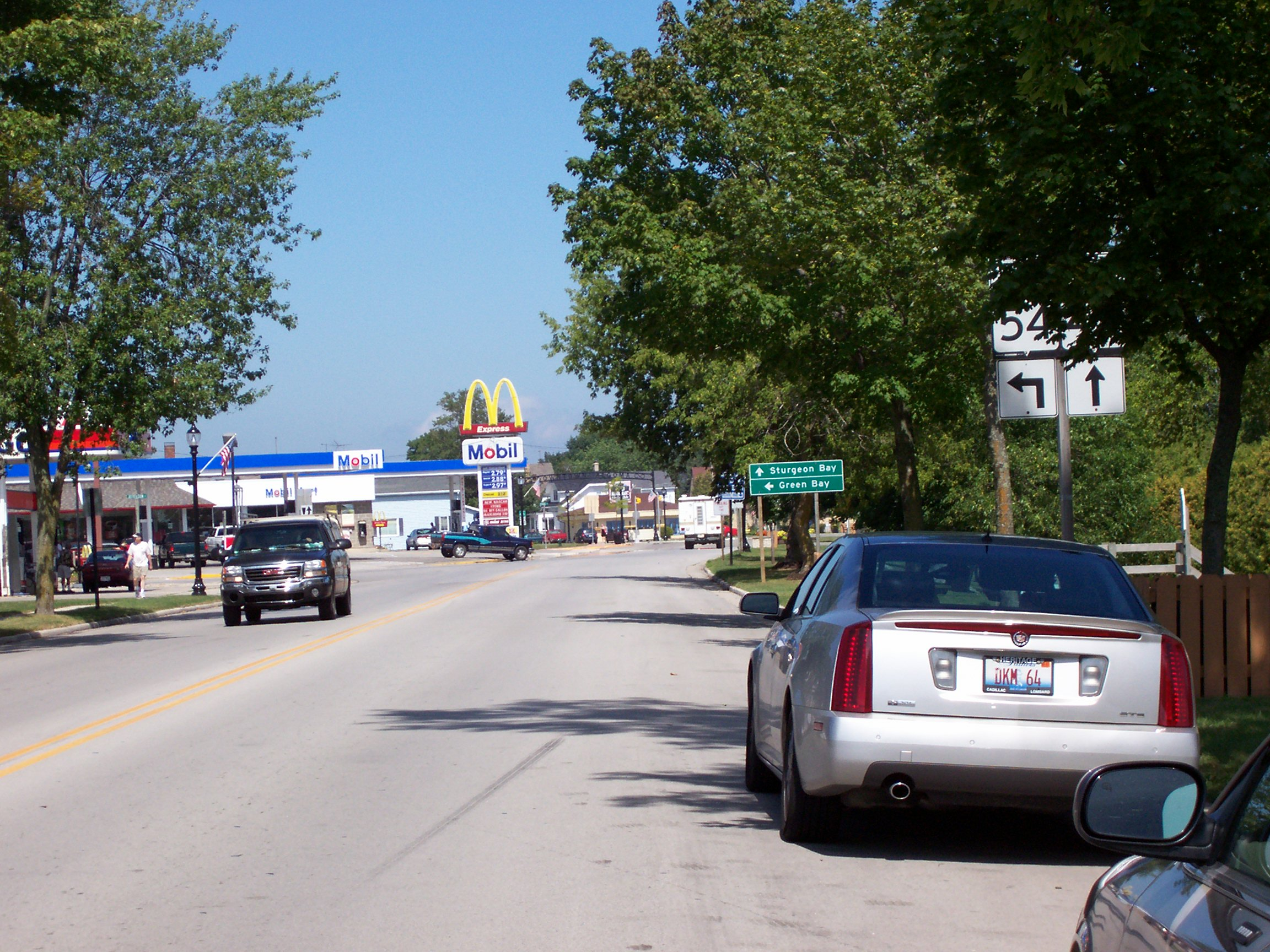
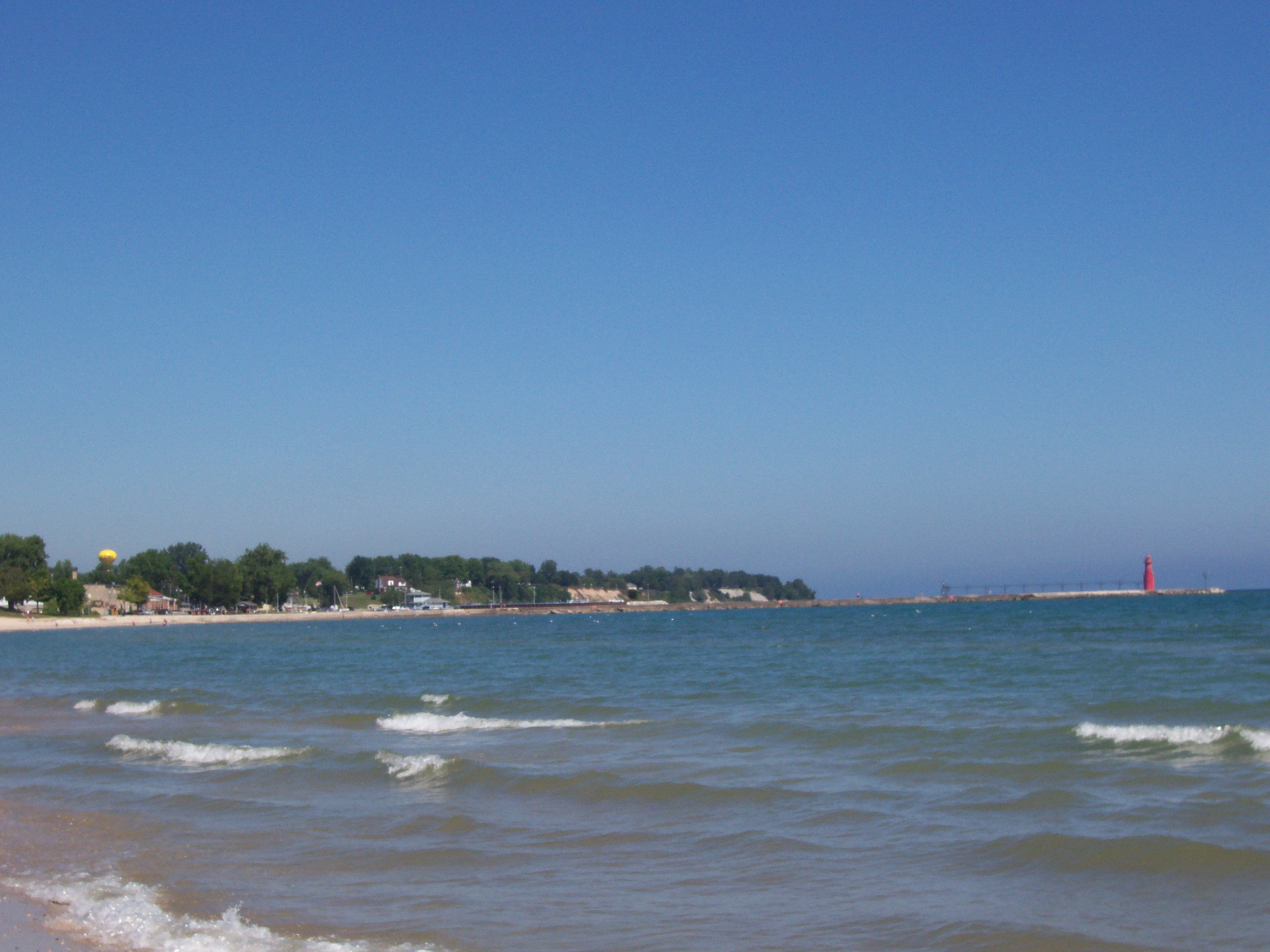
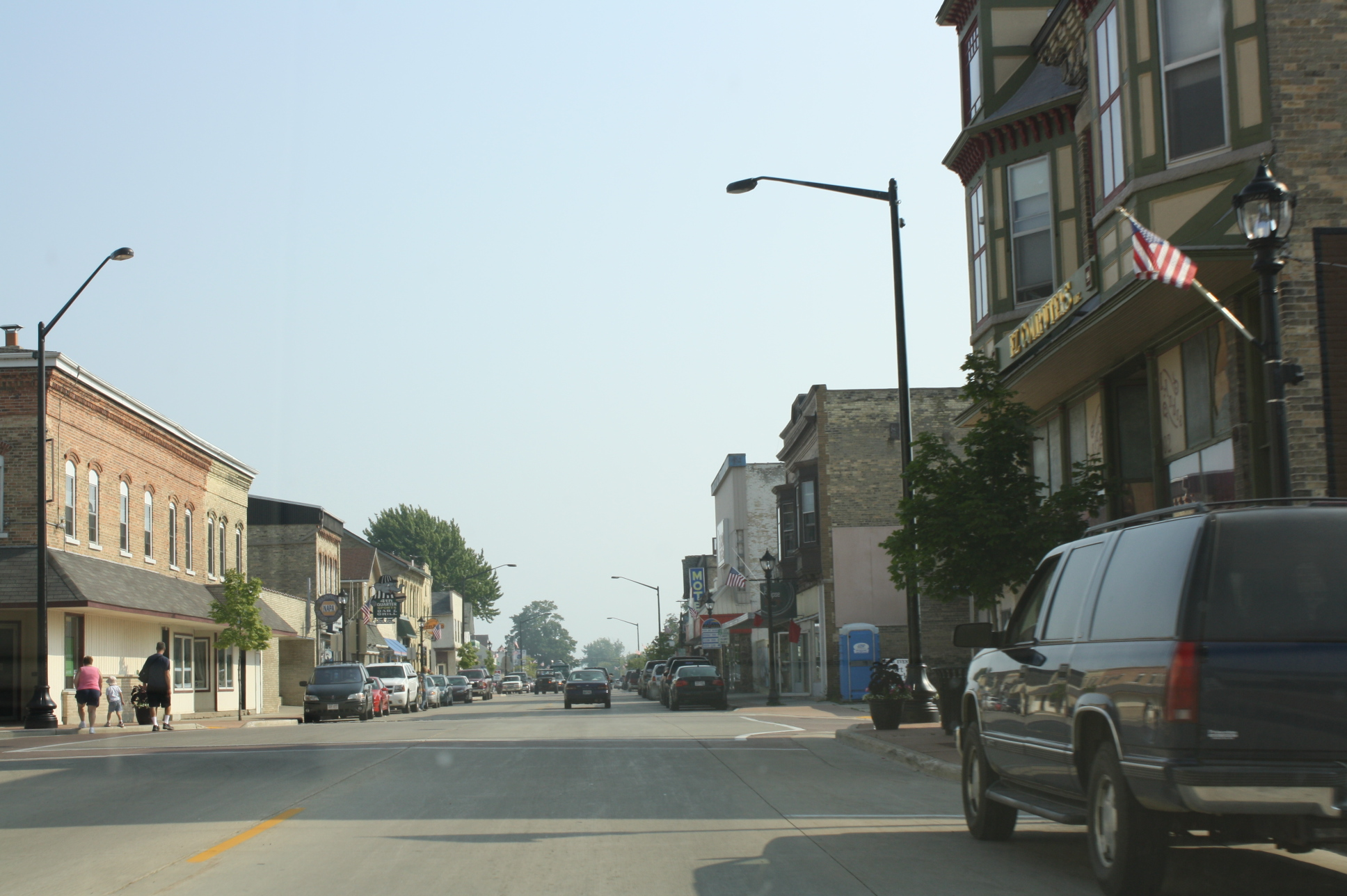